# Zwartkoppseudospingus
De zwartkoppseudospingus (Pseudospingus verticalis synoniem: Hemispingus verticalis) is een zangvogel uit de familie Thraupidae (tangaren).

## Verspreiding en leefgebied
Deze soort komt voor in de Andes van Colombia tot zuidwestelijk Venezuela en uiterst noordelijk Peru.